# Mnium rutheanum
Mnium rutheanum är en bladmossart som beskrevs av Warnstorf 1905. Mnium rutheanum ingår i släktet stjärnmossor, och familjen Mniaceae. Inga underarter finns listade i Catalogue of Life.